# Gonora puhites
Gonora puhites är en fjärilsart som beskrevs av Druce 1885. Gonora puhites ingår i släktet Gonora och familjen mätare. Inga underarter finns listade i Catalogue of Life.